# Les Muffatti
Les Muffatti is een Belgisch muziekensemble.

## Geschiedenis
Het ensemble ontstond vanuit de behoefte bij een aantal jonge Brusselse musici om, met het oog op de uitvoering van het Barokke orkestrepertoire, een professionele werksituatie te creëren waarbinnen op evenredige wijze aandacht kon worden besteed aan elementaire muzikanteske speelvreugde, ambachtelijke verfijning en inhoudelijke verdieping. Hun enthousiasme, inzet en idealisme vond weerklank bij Barokspecialist Peter Van Heyghen die het ensemble dan ook vervoegde als vaste coach en dirigent. Samen speelden ze in juni 2004 hun debuutconcert te Brussel en sindsdien traden ze op in België, Nederland, Frankrijk, Duitsland, Italië en Portugal. Ze waren onder meer reeds meerdere malen te gast in het Concertgebouw te Brugge, op het Musica Sacra festival te Maastricht en op de gerenommeerde Oude Muziek festivals te Brugge en Utrecht. Tussen 2007 en 2009 vormen ze ook een van de ensembles in residentie in het Muziekcentrum Augustinus AMUZ te Antwerpen.
De naam van het ensemble verwijst naar de kosmopolitische componist Georg Muffat (1653-1704), een sleutelfiguur in de ontstaansgeschiedenis van het orkest en een van de eerste auteurs die de grote verschillen tussen de Franse en Italiaanse Barokke muzikale stijl op gedetailleerde wijze in kaart bracht.
Het centrale element in de uitvoeringspraktijk van Les Muffatti is hun permanente streven naar de perfecte beheersing van een muzikale gestiek die volledig geënt is op de voor de Barokke kunst zo wezenlijke en inherente theatraliteit. Deze doelstelling, die op zich veel verder reikt dan het louter correct uitvoeren van een partituur, vindt zijn oorsprong in de vaste overtuiging dat deze hoog affectieve en retorische communicatievorm niet alleen typisch Barok is maar tevens essentieel universeel van karakter. Gedegen stijlkennis, aangepaste speeltechnieken en zorgvuldig uitgekozen instrumentarium vormen voor Les Muffatti dus precies die middelen die hen in staat stellen om met een weliswaar historisch repertoire toch steeds opnieuw een hedendaags publiek te onderhouden, te roeren en te overtuigen.

## Discografie
- Georg Muffat: "Armonico Tributo", Ramée RAM0502
- Johann Christoph Pez: Ouvertures — Concerti, Ramée RAM0705
- Giovanni Maria Bononcini: San Nicola di Bari, Ramée RAM0806
- Giuseppe Sammartini: Concerti grossi, Solo Concertos, Overtures, Ramée RAM1008
- Jean-Marie Leclair: Violin concertos Op. 7, Luis Otavio di Santos (violin), Ramée RAM1202
- Reinhard Keiser, Brockes-Passion, Zsuzsi Tóth, Jan Van Elsacker, Peter Kooij, Ramée (Outhere) (RAM1303)
- Georg Friedrich Händel, Arie per la Cuzzoni, Hasnaa Bennani, soprano, Ramée (Outhere), 2016 (RAM1501)
- Johann Sebastian Bach, Concertos for organ and strings, Bart Jacobs (orgel), Ramée, 2019 (RAM1804)